# 守屋明男
守屋 明男（もりや あきお、大正3年（1914年）11月26日 - 昭和59年（1984年）5月6日）は、日本の海軍軍人、商工官僚、実業家。東京計器販売（株）社長。元海軍主計少佐で通産省を経て防衛庁に精密測定機器を納入する会社を経営した。
父は元衆議院議員、元宮城県塩竈市長守屋栄夫。弟は元防衛事務次官守屋武昌。叔父は外交官守屋和郎。

## 経歴
宮城県人栄夫の三男。
昭和12年（1937年）高文行政科合格。翌年東京帝大政治学科卒業。商工省に入り短期現役士官（1期生）として海軍に勤務。海軍主計少佐となり昭和22年（1947年）6月通産省に復帰機械局勤務より公正取引委員会事務局会社課長に転出。昭和23年（1948年）12月退任。
昭和31年（1956年）7月東京計器販売を創立。昭和59年（1984年）5月6日食道癌により、豊島区の癌研究会附属病院にて69歳で死去。

## 人物像
弟の武昌は父栄夫が年をとってから生まれた子であり、明男とは親子ほども年が離れている。
趣味は釣、スポーツ。宗教は禅宗。住所は東京都北区西ヶ原。宮城県古川市在籍。

## 家族・親族

### 守屋家
（宮城県遠田郡富永村（のち古川市、現大崎市）、塩竈市、東京都）
- 妻[2]
- 長男[2]
- 次男[2]
- 三男[2]

## 脚註
1. 1 2  『朝日新聞』（東京）1984年5月8日朝刊、23面の訃報より
2. 1 2 3 4 5 6 7 8 9 10 11 12 13 14 15 16  『第廿一版 人事興信録 下』（昭和36年）モ一四
3. 1 2 3  『文藝春秋』（2007年12月、田村建雄「独裁者 守屋武昌の告白」114頁）
4. ↑  水交会 編『回想の日本海軍』原書房、1985年。ISBN 4-562-01672-8。557頁